# Matías González
Matías González, né le 6 août 1925 et mort le 12 mai 1984, est un footballeur international uruguayen évoluant au poste de défenseur.

## Biographie
Matías González évolue au club uruguayen du Club Atlético Cerro.
Il est sélectionné en équipe d'Uruguay de football où il joue trente matches dont quatre de la Coupe du monde de football de 1950 remportée par les Uruguayens.

## Palmarès
Avec l'équipe d'Uruguay de football
- Vainqueur de la Coupe du monde de football de 1950.